# Sentaï School
 (novembre 2018).
Si vous disposez d'ouvrages ou d'articles de référence ou si vous connaissez des sites web de qualité traitant du thème abordé ici, merci de compléter l'article en donnant les références utiles à sa vérifiabilité et en les liant à la section « Notes et références ».
Sentaï School, l'école des héros, plus généralement appelé Sentaï School, est une série de bande dessinée d'inspiration sentai dessinée par Philippe Cardona et scénarisée et colorisée par Florence Torta.
Elle est prépubliée dans le magazine mensuel Coyote Mag de Semic à partir de juillet 2003 et est réunie en sept tomes, d'abord chez Semic puis chez Kami.
En janvier 2010, Kami a annoncé l'arrêt de commercialisation de plusieurs séries dont celle-ci, et les droits n'ont pu être reconduits ailleurs. Sur son blog, Philippe Cardona annonce en avril 2012 que la série est « morte… » Cependant, en avril 2015, l'équipe Olydri  (dont Cardona et Torta font partie) annonce avoir récupéré les droits de la série et vouloir la rééditer grâce à un financement participatif. L'objectif de financement est atteint le lendemain, annonçant donc une réédition des premiers tomes.

## Synopsis
Le professeur Konga a dédié sa vie à créer Ken Eraclor, un robot humain qui défendra la paix et l'amour dans le monde.
Malheureusement, à la suite d'un ticket de loto gagnant il laissa son œuvre inachevée. Ken décide donc de poursuivre son apprentissage à la Sentaï School, tout en cachant le fait d'être un robot. Le problème est qu'il ne comprend pas toujours tout...
Le scénario se base sur le concept donné dans le sous-titre, on suit les aventures du groupe d'élèves composé de Ken, Hongô, Toâ, Keiji et Duke au sein d'une école qui forme les futurs héros de tous poils (mais surtout de sentaï en dernière année). Le seul problème est qu'ils sont plus portés sur la destruction massive que sur le sauvetage à proprement parler. Le récit est parcouru de nombreuses références graphiques, scénaristiques ou textuelles à des mangas ou des anime, mais aussi à des films, des bandes dessinées ou des séries occidentaux.

## Genèse de l'œuvre
- 1998, la série apparaît sous le nom de L'École des Héros dans le fanzine Dream On qui sera arrêté au bout de deux ans.
- 2002, la série est rescénarisée, redessinée et certains héros changent de nom pour être publiée dans le premier numéro de Coyote magazine sous le nom de Sentaï School. « L'École des Héros » restera, mais en sous-titre.
- 2003, le premier recueil des 10 premiers épisodes (+ un inédit) parus dans le Coyote magazine est mis en vente chez l'éditeur Semic sous la collection Semic Manga.
- 2006, le troisième tome paraît chez un nouvel éditeur, Kami. Pour l'occasion, le logo et la maquette changent tandis qu'une jaquette, absente auparavant, apparaît. Les deux premiers tomes parus auparavant sont eux aussi modifiés et, en plus des changements vus pour le tome 3, les couvertures sont redessinées.
- 2015, Après plusieurs années de conflits autour de la question des droits, les auteurs soumettent à financement participatif l'idée de rééditer les tomes existants par eux-mêmes. L'objectif de financement est atteint le lendemain.

## Personnages

### Personnages principaux
Ken EraclorEn réalité un robot inachevé abandonné par son créateur, cet élève de la Sentaï School s'est inscrit afin de parfaire son apprentissage. Doté d'un esprit très tordu ainsi que d'une logique plus que douteuse, il imagine des théories loufoques et généralement fausses pour résoudre des problèmes on ne peut plus simples. Il comprend généralement de travers tout ce qu'il entend. Assez bizarrement, bien qu'il endosse très souvent le rôle de leader du groupe, il porte une veste bleue (Force Bleue).
Hongô WingC'est le personnage type du beau brun ténébreux à l'esprit vengeur. En raison des aptitudes de ténébritude innées de sa famille, il a honte de son père et de son frère qui ont tendance à gâcher ce potentiel. Il porte un certain intérêt à Bibi bien qu'il le cache. Il porte une veste grise (Force Grise).
Toâ Girara-RingallsC'est le personnage qui endosse le rôle de héros cuisinier. Fin gourmet, et gourmand, il rêve de rétablir la justice auprès des fourneaux en faisant découvrir de nouvelles saveurs héroïques. Son prénom prête souvent à confusion et est parfois le sujet de quiproquos. Il fait fortune pendant les vacances entre le tome 3 et le tome 4 à la suite de la création d'un pain à base de farine de saucisse. Il porte une veste rouge (Force Rouge).
Keiji JasperEn tant que Force Rose, il a tendance à contraster violemment avec la ténébritude de Hongô, il est ami avec tout ce qui peut être qualifié de mignon. Il stresse toujours énormément lors des examens, bien qu'il soit toujours premier de la classe. Bien que cela n'arrive qu'assez rarement, lorsque quelque chose le contrarie, comme par exemple quand quelqu'un s'intéresse un peu trop à sa sœur, il passe du côté obscur et devient Dark-Keiji, une personne extrêmement négative et désagréable.
Duke (clin d'œil au personnage d'Actarus)C'est le rêveur solitaire, il joue de la guitare, vit dans un arbre, près des animaux et seul. Poursuivi sans arrêt par les filles de la classe, il aimerait bien être oublié. C'est le propriétaire du familier Chibi Goldo. Il porte une veste jaune sous son gilet en fourrure (Force Jaune).
Shinobi Jasper dite BibiPremier personnage féminin réellement important de l'histoire, c'est la petite sœur de Keiji. Elle est amoureuse de Hôngo mais n'arrive pas à le lui avouer en raison de sa timidité maladive. Elle a généralement du mal à s'exprimer, mais très douée en théâtre elle arrive à parler une fois sur scène. Elle passe en mode Berserk dès que quelque chose la contrarie, notamment lorsqu'on lui prend ses affaires, et plus encore lorsqu'il s'agit de Hongô. Elle arrive enfin à communiquer normalement à l'issue du Hors Série. Elle porte une veste verte (Force Verte).
Vipère StratéquerreSecond personnage féminin d'importance, elle n'apparait que très tardivement dans le récit. Bien que son père soit le principal de la Villain School elle entre à la Sentaï School, ceci en raison d'un conflit familial. Elle est pourtant foncièrement méchante, surtout si l'on se place du point de vue de son cousin Duke à qui elle tente constamment de jouer des mauvais tours. Elle fait la fierté de son père dès qu'elle reçoit une heure de colle ou qu'elle monte des commerces illégaux au sein de l'école. Bizarrement, malgré leurs caractères très opposés, elle est très amie avec Bibi qu'elle implique dans ses combines. Elle ne cesse de coller Toâ depuis qu'elle sait qu'il est très riche. À l'inverse de son père, sa réplique fait l'apologie du bien : "Good is not so Bad". Elle porte une veste blanche (Force Blanche).

### Personnel de la Sentai School
- Iskor (parodie de X-Or)
ancien héros et fondateur de l'école. Il n'apparait jamais en dehors de flashback ou de sa statue.
- Ultra Sama (parodie de Ultraman)
ancien héros et principal de la Sentaï School. Il a fondé l'école quelques années auparavant avec son ami Iskor. Il est particulièrement stressé depuis l'arrivée du quintet infernal. Il cherche souvent un moyen de s'en débarrasser.
- Georges Spectreman (parodie de Spectreman)
Vice-principal et professeur principal des héros durant leur 1re année, il tient souvent le rôle de victime du quintet. Malgré ce, et parce que c'est un véritable pédagogue faisant passer l'intérêt des élèves avant le reste, il n'hésite pas à les défendre face à son ami Ultra Sama.
- Mademoiselle Gégé (parodie de Gigi)
Conseillère principale d'éducation et féministe acharnée, elle a tendance à tout mal prendre. Elle est capable d'exercer n'importe quelle fonction au sein d'une école. Très peu appréciée par Ultra Sama, il lui doit pourtant la survie de l'école avec l'ouverture du cursus aux filles. Elle eut pendant un temps sa propre série télé, mais celle-ci fut arrêtée après qu'elle eut agressé le producteur (bien qu'elle prétende que son départ soit dû à son amour de l'éducation).
- Kenshiro du Otaku (parodie de Kenshiro du Hokuto ou Ken le Survivant)
Homme à tout faire et jardinier de la Sentaï School, il ne se sert que de ses mains[6] pour les divers travaux qu'il doit accomplir. Il dispose d'un très grand nombre de cousins caractérisés par leurs moues très particulière. Il seconde Koji dans ses enquêtes.
- Ulrich Harlock (parodie de Albator)
professeur de ténébritude et superviseur du club associé. Il déteste qu'on touche à sa salle constamment plongée dans le noir. Il ne comprend pas qu'on puisse gâcher son potentiel de ténébritude, ce qui est d'ailleurs le motif de sa rancœur envers Ichiro Wing (le père de Hongô). C'est le cousin du médecin de l'école.
- Muscle Sensei (parodie de Muscleman)
professeur de sport
- Starros Seisei (parodie de Ryû)
professeur de danse
- Comenor Sensei (parodie de Komenor)
Professeur d'effet de cape. Il part enseigner à la Vilain School au milieu des examens des Première année. En raison de cet incident, tous les élèves concernés ont remporté l'épreuve sans effort.
- Oscar Sensei (parodie de Lady Oscar)
professeur de costume
- Judoboy Sensei (parodie de Judo Boy)
professeur de judo
- Iron Bruce (parodie de Bruce Dickinson)
professeur de dedansyfication. Il apparaît dans le volume 4 comme professeur d'une nouvelle matière enseigné aux 3e années. C'est un personnage bouillonnant qui met un point d'honneur à vivre chacun de ses faits et gestes à fond comme si sa vie en dépendait. La matière qu'il enseigne est à l'opposé de la Ténébritude et Harlock Sensei ne l'aime pas beaucoup.
Il s'agit ici d'un clin d'œil supplémentaire au groupe de heavy metal Iron Maiden[7] dont le chanteur s'appelle Bruce Dickinson.
- Dr Blackjack (parodie de Blackjack)
Médecin scolaire de la Sentaï School, c'est également le cousin de Harlock Sensei. Il est particulièrement vénal et fait payer un prix astronomique le moindre acte médical. Il a transformé l'infirmerie scolaire en hôpital clandestin.
- Amaméchu Sensei et Otomotoko Sensei (respectivement parodie de Kazuhiko Amamiya et Motoko Kusanagi)
Professeurs de psychologie méchante. Amaméchu est en réalité un agent double envoyé par Stratéquerre pour espionner la Sentaï School.

### Élèves de la Sentaï School
- Guillaume Colobra dit Guy l'Cobra (parodie de Cobra)
Guy est un grand rebelle, la rebellitude c'est sa vie, et parce qu'il est rebelle, il ne fait rien comme les autres. Dès que quelqu'un fait quelque chose d'inhabituel (ex: Ken empruntant un sens interdit ... sans voiture) à ses yeux, il le catapulte au rang de rebelle, c'est ainsi qu'il en est venu à considérer Ken comme son maître à penser. Sa force physique est supérieure à celle de Kenshiro, mais selon lui, c'est plus rebelle d'être faible quand on nous croit fort...
- Koji Alcor (parodie de Alcor)
Venu de la campagne, Koji cherche à toujours tout faire mieux que tout le monde. Mais ne lui dites surtout pas qu'il est un campagnard ou il se fâche, sa phrase fétiche étant "chuis pas fermier !"
- Tofu Leformidable
Tofu est l'héritier de la lignée des Leformidable qui a fait fortune dans le tofu (d'où son nom). Ancien acteur, chanteur, mannequin, sportif de haut niveau, il décide de compléter sa formidable carrière en devenant un héros. Il ne cesse d'essayer de séduire Bibi, la seule fille qui lui ait jamais résisté. Arrogant et prétentieux, il ne fait rien par lui-même, même pour manger ou lui jeter des pétales de fleur, ce sont ses majordomes qui le font. C'est le leader du groupe "Jambon-Ruban", parodie de Boys-Band.
- Peter Naraignée (parodie de Spider-Man)
Élève de la Sentaï School connu pour ses talents en couture. Il est en fait un héros américain qui a pris la fuite à cause du trop grand nombre de ses ennemis jurés.
- Les surgelés
Au XIXe siècle, il y avait déjà une école à cet emplacement. Plusieurs élèves se sont retrouvés congelés par un matin de grand froid et n'ont été décryogénisés qu'un siècle plus tard. Ils sont, depuis, élèves en année -1 de la Sentaï School. Bien évidemment, ils sont quelque peu en décalage par rapport à leur collègues (ils sont persuadés d'avoir inventé le poêle à vapeur). Ils parodient des héros occidentaux qui datent d'avant l'arrivée des mangas, comme Robin des Bois (leader du groupe), Davy Croquet ou encore Simbad le marin.

### Villains School
- Stratéquerre (parodie du Grand Stratéguerre Véga)
Stratéquerre est l'oncle de Duke et l'ennemi juré d'Ultra Sama. Lorsqu'il n'est pas occupé à rendre fou ce dernier, il donne des cours dans sa propre école, la Villains School. Parce qu'un méchant ne peut exister sans gentils, il sauve la Sentaï School et protège Ultra Sama sous prétexte que seul lui peut lui faire du mal. Il utilise souvent la réplique "Bad is Good".
Stratéquerre est par ailleurs, le père de Vipère, la cousine de Duke. Il a du mal à accepter qu'on le traite gentiment ou que sa famille puisse être gentille. Il vit notamment très mal l'inscription de Vipère à la Sentaï School.

### Autres personnages
- Matt Ban (parodie de Batman)
Pseudo-héros américain à la diction très personnelle, il apparait au début dans l'objectif de créer sa propre école aux États-Unis. Après un échec cuisant, il se mettra à errer dans les couloirs de l'école. Il devient le leitmotiv involontaire du tome 3 et de son road-story pour assister à son procès pour atteinte à la dignité des États-Unis à cause de son problème de diction. C'est également lui qui conte l'histoire du Spécial Noël 2008.
- Onizoku Wing (parodie de Eikichi Onizuka)
Le frère loubard de Hongô, il lui ressemble énormément. Tour à tour professeur remplaçant puis avocat, il est constamment arrêté par la police. Il possède une force impressionnante. Teint en blond lors de ses premières apparitions, il retrouvera très vite sa vraie couleur de cheveux pour rechercher son frère en demandant aux gens "Vous ne m'auriez pas vu ?", ce qui le fera passer pour un fou.
- Angus Winch
C'est le sosie américain de Hongô, en blond. Il tombe amoureux de Bibi et aura une brève relation avec elle. Il est agent des "Power Texas Rangers". Sa partenaire au sein des "PTR" est Debbie Breakfoot, sorte de version blonde plus âgée et plus "libérée" de Bibi. Elle est amoureuse de lui, mais elle s'avérera être sa demi-sœur.
- Takoyaki LeMagnifique
Cousin de Tofu (ils se méprisent mutuellement). Il est multimilliardaire, mais à la différence de Tofu, il fait tout lui-même et n'a pas hérité de sa fortune. Très avenant et sympathique, il a pour passe-temps le "test" des riches  : il met au défi toutes les grandes fortunes et ruine tous ceux qu'il estime indignes d'être riches. Il provoquera Toâ dans un duel culinaire et perdra. Il fondera par la suite une chaîne de restaurants avec lui (leurs plats ont tendance à provoquer des réactions assez spéciales chez ceux qui les goutent).

## Volumes
| no | Français         | Français          |
| no | Date de sortie   | ISBN              |
| --- | ---------------- | ----------------- |
| 1 | 1er juillet 2003 | 2-84857-023-7     |
| Sentaï School vol.1 Ce volume a été réédité par les éditions Kami le 1er mars 2006 sous le titre Sentaï School, l'école des héros vol.1 (ISBN 2-351-00102-8)Liste des chapitres : - Ch.1 : Bienvenue aux nouveaux ! - Ch.2 : Peur sur l’école - Ch.3 : Un exemple à suivre ? - Ch.4 : Les bons, le rebelle et les méchants - Ch.5 : Keiji Oh ! - Ch.6 : Joyeux Noël - Ch.7 : Rival School - Ch.8 : L’échange - Ch.9 : Ice, Ice, Sentaï - Ch.10 : Great Sentaï Onizoku - Ch.11 : En avant il faut foncer droit au but ! |                  |                   |
| 2 | 11 octobre 2004  | 2-84857-098-9     |
| Sentaï School vol.2 Ce volume a été réédité par les éditions Kami le 1er mars 2006 sous le titre Sentaï School, l'école des héros vol.2 (ISBN 2-351-00103-6)Liste des chapitres : - Ch.12 : Autant en emporte le Sentaï - Ch.13 : Le gros Sentaï dans la prairie - Ch.14 : Foutu Tofu - Ch.15 : La grande épreuve - Ch.16 : Resident Sentaï - Ch.17 : Retour vers le Sentaï - Ch.18 : Petit Chibi, grandes aventures - Ch.19 : Sentaï un jour… |                  |                   |
| 3 | 1er mars 2006    | 2-351-00104-4     |
| Sentaï School, l'école des héros vol.3Liste des chapitres : - Ch.20 : Sentaï en Scène - Ch.21 : Big Time Super Sentaï - Ch.22 : Wild Wild Sentaï - Ch.23 : L.A. Blues - Ch.24 : Jailhouse Sentaï - Ch.25 : Au-delà du Sentaï… The S-Files - Ch.26 : Sea, Sentaï & Sun - Ch.27 : Des Sentaï d’Honneur - Ch.28 : Épilogue |                  |                   |
| 4 | 4 juillet 2007   | 2-351-00251-2     |
| Sentaï School, l'école des héros vol.4Liste des chapitres : - Ch.29 : Vipère au poing (de la justice) - Ch.30 : Hustle Sentaï Muscle - Ch.31 : Sentaï's Anatomy - Ch.32 : Breakfast Sentaï Club - Ch.33 : Millions, Sentaïs et petits plats - Ch.34 : Crisis on Infinite Sentaï - Ch.35 : Balroom Sentaï - Ch.36 : Saint High Host Club |                  |                   |
| HS | novembre 2008    | 978-2-351-00525-5 |
| Sentaï School, l'école des héros Spécial Noël Fanbook : Chaque chapitre est scénarisé par Philippe Cardona et Florence Torta mais seuls les chapitres d’introduction et de conclusion sont dessinés par le premier. Chaque chapitre est mis en image par un dessinateur différent.Liste des chapitres : - Introduction par Matt Ban - Conte 1 : The King of the Street Sentaï Dessiné par Nikonéda - Conte 2 : Venise, nid d'espions (et de voleurs aussi) Dessiné par Bory - Conte 3 : Sentaï, mensonges et photos Dessiné par Ukyo - Conte 4 : Docteur Keiji et Mister Jasper Dessiné par Rann - Conte 5 : The puppet mistress Dessiné par Kiri - Conte 6 : À la recherche du Nouveau Sentaï Dessiné par Morgil & Papass - Conte 7 : Merry Sentaï to all ! Dessiné par Florence Torta - Épilogue : Élémentaire, mon cher Sentaï ! |                  |                   |
| 6 | juin 2017        |                   |
| Sentaï School, l'école des héros vol.6 |                  |                   |